# Jogos Abertos do Interior de São Paulo de 2011
A  LXXV edição dos Jogos Abertos do Interior de 2011  é um evento multiesportivo que foi realizado na cidade de Mogi das Cruzes, São Paulo, Brasil, entre os dias 7 de novembro e 19 de novembro de 2011. Com aproximadamente 15 000 atletas de mais de 250 cidades do Estado de São Paulo em 27 modalidades diferentes e 1 800 competições, o evento é considerado o maior do gênero da América Latina. Os Jogos Abertos do Interior ocorrem anualmente desde 1936 e é a primeira vez que Mogi das Cruzes abriga a competição.

## Organização
O Comitê Organizador do evento, formado por 120 pessoas e mais de 200 voluntários, disponibilizará 125 locais para alojar as delegações das cidades participantes. A expectativa é que pelo menos 500 jornalistas se credenciem para a cobertura esportiva na imprensa.
Ao total, são 34 locais de disputa, entre ginásios, centros esportivos, clubes, colégios e associações, fato que demandou grandes investimentos nos últimos meses. Para a reforma completa do Ginásio Municipal de Mogi das Cruzes foram destinados aproximadamente R$ 1,6 milhão. Outros equipamentos públicos de lazer e esporte também foram construídos tais como dois novos ginásios poliesportivos e quatro campos de futebol. A ideia é que após a conclusão dos jogos, esses locais sirvam para a recreação de moradores e turistas que costumam visitar a cidade.

## Sub-sede daCopa 2014
O evento também contribuiu para que Mogi das Cruzes fosse pré-selecionada pelo Comitê Organizador Local (COL) e pelo Governo do Estado de São Paulo como cidade-base para receber os Centros de Treinamento das Seleções internacionais durante a Copa do Mundo, que será disputada no Brasil em 2014.

## Modalidades oficiais da edição 2011
- Atletismo
- Basquetebol
- Biribol
- Bocha
- Boxe
- Capoeira
- Ciclismo
- Damas
- Futebol
- Futsal
- Ginástica artística
- Ginástica rítmica
- Handebol
- Judô
- Karatê
- Luta olímpica
- Malha
- Natação
- Taekwondo
- Tênis
- Tênis de mesa
- Vôlei de praia
- Voleibol
- Xadrez
- Beisebol
- Bocha adaptada
- Rugby
- Natação PCD
- Kickboxing

## Locais de Competição
- ADC Empreiteira Vidal
- Avenida Pedro Romero (provas de ciclismo)
- Associação dos Agricultores de Cocuera
- Associação dos Servidores Municipais
- Colégio Brasilis
- Instituto Placidina
- Colégio Joana D’Arc
- Colégio NEC
- Colégio São Marcos
- Clube de Campo
- Clube Comercial
- Clube Náutico Mogiano
- Clube Vila Santista
- Centro Esportivo do Socorro
- Centro Esportivo de Braz Cubas
- Centro Esportivo de Sabaúna
- Centro Esportivo de Biritiba Ussú
- Centro Esportivo de Taiaçupeba
- Centro Esportivo de Jundiapeba
- Universidade de Mogi das Cruzes
- Ginásio Municipal de Esportes “Professor Hugo Ramos”
- Ginásio Cempre Botujuru
- Ginásio EM Álvaro de Campos Carneiro
- Cosmos Clube
- Masters Sports
- Parque Leon Feffer
- Parque Botyra Camorim Gatti
- Sesi
- Tênis Clube
- Estádio Municipal Francisco Ribeiro Nogueira “Nogueirão”
- Bunkyo
- Clube de Malha do Jardim Rodeio
- Clube de Malha do Jardim São Pedro
- Conjunto Esportivo Constâncio Vaz Guimarães – Ibirapuera (único local fora de Mogi das Cruzes)

## Mascote
A escolha do mascote oficial da 75ª edição dos Jogos Abertos do Interior começou em maio e deve ser concluída em 6 de julho por meio de votação popular no site oficial dos Jogos e em totens espalhados em locais estratégicos do município de Mogi das Cruzes. É a primeira vez que é feita uma votação para a escolha do símbolo dos Jogos.
A população pode escolher entre duas opções de mascote: um garoto que representa a juventude e o amor pelo esporte dos mogianos, cidade natal de grandes atletas de ponta, tais como os futebolistas Neymar, Maikon Leite e o lutador de judô, Alexandre Lee  e um caqui, que representa um dos símbolos da produção agrícola da cidade. Após a escolha do personagem, o participante ainda tem a opção de três nomes para o mascote: Caquito, Caco, Mogianinho, Atletinha, Cacolino e Mogianito.